# Sjunkhatten nationalpark
Sjunkhatten nationalpark är en 417,5 km² stor nationalpark i Bodø, Fauske och Sørfolds kommuner i Nordland fylke i Norge. Den inrättades den 5 februari 2010 för att "ta vara på ett stort sammanhängande och vildmarkspräglat område med omgivande fjordar. Skyddet ska också säkra de samiska naturresurserna." Parken har lanserats som "Barnens nationalpark" där utbudet riktar sig mot barn och unga. 
Landskapet präglas av erosion från glaciärer med spetsiga toppar, avrundade berg, dalbottnar och moräner. Området har många älvar och sjöar, vilda fjällälvar präglar landskapet. Det finns flera sällsynta växt- och djurarter, varav 18 är rödlistade. Området har också en ovanligt hög grottäthet och framstår som ett av de viktigaste grottområdena i Norge.